# Nicholas Nickleby
Nicholas Nickleby er en amerikansk stumfilm fra 1912 af George O. Nichols.

## Medvirkende
- Harry Benham som Nicholas Nickleby
- Mignon Anderson som Madeline Bray
- Frances Gibson som Kate Nickleby
- Inda Palmer
- Justus D. Barnes som Nicholas' Uncle Ralph